# 炎阁
炎阁（？—712年），蒙舍诏第三代诏，逻盛之子。712年，逻盛在长安病逝，炎阁继位，当年去世，其弟盛逻皮继位。
| 前任： 逻盛 | 蒙舍诏王 712年 | 繼任： 盛逻皮 |